# Jean Fritsch
Jean Fritsch (né le 19 avril 1858 à Hilsenheim et mort après 1930) est un écrivain français.
Il fut distillateur, puis libraire-éditeur et dirigea longtemps la rédaction du Journal de la distillerie française. Il est l'auteur de nombreux ouvrages techniques.
En 1931, il est domicilié Avenue Victor-Hugo à Villeneuve-le-Roi.

## Publications
- Traité de la distillation des produits agricoles et industriels. Paris, Masson. 1890. (avec Émile Guillaumin). Les différentes distillations : malt, maïs, betteraves, topinambours, mélasses.
- Nouveau traité de la fabrication des liqueurs d'après les procédés les plus récents. P., Fritsch, 1904. Amédée Legrand, 1926. Historique de l'alcool et des liqueurs. La distillation et la rectification au point de vue de la fabrication des liqueurs. Les appareils à distiller et à rectifier ; le matériel de laboratoire. Des générateurs. L'eau. L'alcool. Des essences ou huiles essentielles. Les eaux aromatiques. Des esprits parfumés. Teintures et infusions. Le sucre. Des sirops. Les couleurs. Fabrication des liqueurs. Curaçao, amers et bitters, absinthe. Spiritueux aromatiques divers. Vin de liqueur. Apéritifs. Eaux de vie communes. Punchs et grogs. Fruits à l'eau de vie, conserves. Dictionnaire des principales substances employées par les liquoristes et les droguistes. Lois et ordonnances concernant la fabrication de la vente des liqueurs.
- Fabrication et raffinage des huiles végétales. Manuel à l'usage des fabricants, raffineurs, courtiers et négociants en huiles. Paris, 1905. Paris, Librairie Générale Scientifique et Industrielle Desforges, 1922. Manuel à l’usage des Fabricants, Raffineurs, Courtiers et Négociants en huiles. La première partie concerne la fabrication des huiles : Il décrit les propriétés générales des huiles, leurs extractions, l’action des réactifs, la décortication et l’analyse des graines oléagineuses, les moulins à huile. La deuxième partie traite des huiles siccatives et non siccatives (huiles d’olives, d’amandes, de noix, de sésame, de lin, d’anis, huile de tomates, de chanvre, etc.). Huiles demi-siccatives (huile de coton, de noix, de pavot, d’orge, de riz, etc.). Huiles concrètes (coco, palme, suif végétal de Chine, beurre de muscade.). La troisième partie du raffinage des huiles : méthodes pour l’élimination des impuretés mécaniques. Méthodes de blanchiment des huiles. Méthodes de désodorisation des huiles, etc. La quatrième partie de l’analyse des huiles d’olives comestibles et industrielles : Détermination des caractères spécifiques des huiles d’olives. Recherche des huiles de graines dans les huiles d’olives. Dans les huiles comestibles. Dans les huiles industrielles. Conclusions générales. Annexe : Note sur l’huile de bois de Cochinchine ou baume de Gurjum.
- Manuel pratique de la fabrication des eaux et boissons gazeuses : Eaux de Selz, Limonades gazeuses françaises et étrangères, Vins mousseux, Cidres mousseux, etc. H. Desforges, 1906
- Fabrication du chocolat d'après les procédés les plus récents. Self-Edition Scientifique et Industrielle, 1910. Desforges, 1923.
- Les huiles industrielles et leurs dérivés, fabrication, transformations, applications. Paris, 1920.
- Nouveau traité théorique et pratique de savonnerie. Matières premières - description des machines les plus récentes - procédés de fabrication des savons de ménage et de toilettes - savons industriels - savons médicinaux - poudres de savon - poudres de savon-lessives - déglycérination des corps gras et des lessives usées - analyse des matières premières et des produits fabriqués. Paris, Legrand, 1922.
- Fabrication du vinaigre d'après les procédés les plus récents. Etude des ferments acétiques d'après Pasteur, Brown, Beijerinck, etc. Description des appareils et procédés employés. Analyse des matières premières et des produits. Amédée Legrand, 1923.
- Fabrication de la fécule et de l'amidon d'après les procédés les plus récents. Paris, 1925.
- Fabrication des matières plastiques. Origine - transformations - applications.  Paris, Librairie Centrale des Sciences - Desforges, Girardot & Cie, 1926.
- Fabrication de la Margarine et des graisses alimentaires Oléomargarine - Saindoux - Saindoux artificiels - Beurre de Coco (Végétaline), etc. Amédée Legrand, 1927.
- Traité théorique et pratique de la fabrication de l'alcool et de produits accessoires (éther sulfurique acétone par fermentation alcool synthétique). (avec A. Vaseux). Paris (Amédée Legrand) 1927.  Analyse des matières premières servant à l'élaboration de l'alcool et procédé de fabrication, de la fermentation à la distillation en passant par la fabrication des levures.